# Municipi de Burtnieki
El municipi de Burtnieki (en letó: Burtnieku novads) és un dels 110 municipis de Letònia, que es troba localitzat al nord del país bàltic, i que té com a capital la localitat de Matīši. El municipi va ser creat l'any 2006 després d'una reorganització territorial.

## Ciutats i zones rurals
- Matīšu pagasts (zona rural)
- Vecates pagasts (zona rural)
- Burtnieku pagasts (zona rural)
- Rencēnu pagasts (zona rural)
- Valmieras pagasts (zona rural)
- Ēveles pagasts (zona rural)

## Població i territori
La seva població està composta per un total de 8.657 persones (2009). La superfície del municipi té uns 710,1 kilòmetres quadrats, i la densitat poblacional és de 12,19 habitants per kilòmetre quadrat.